# برنامج طهي

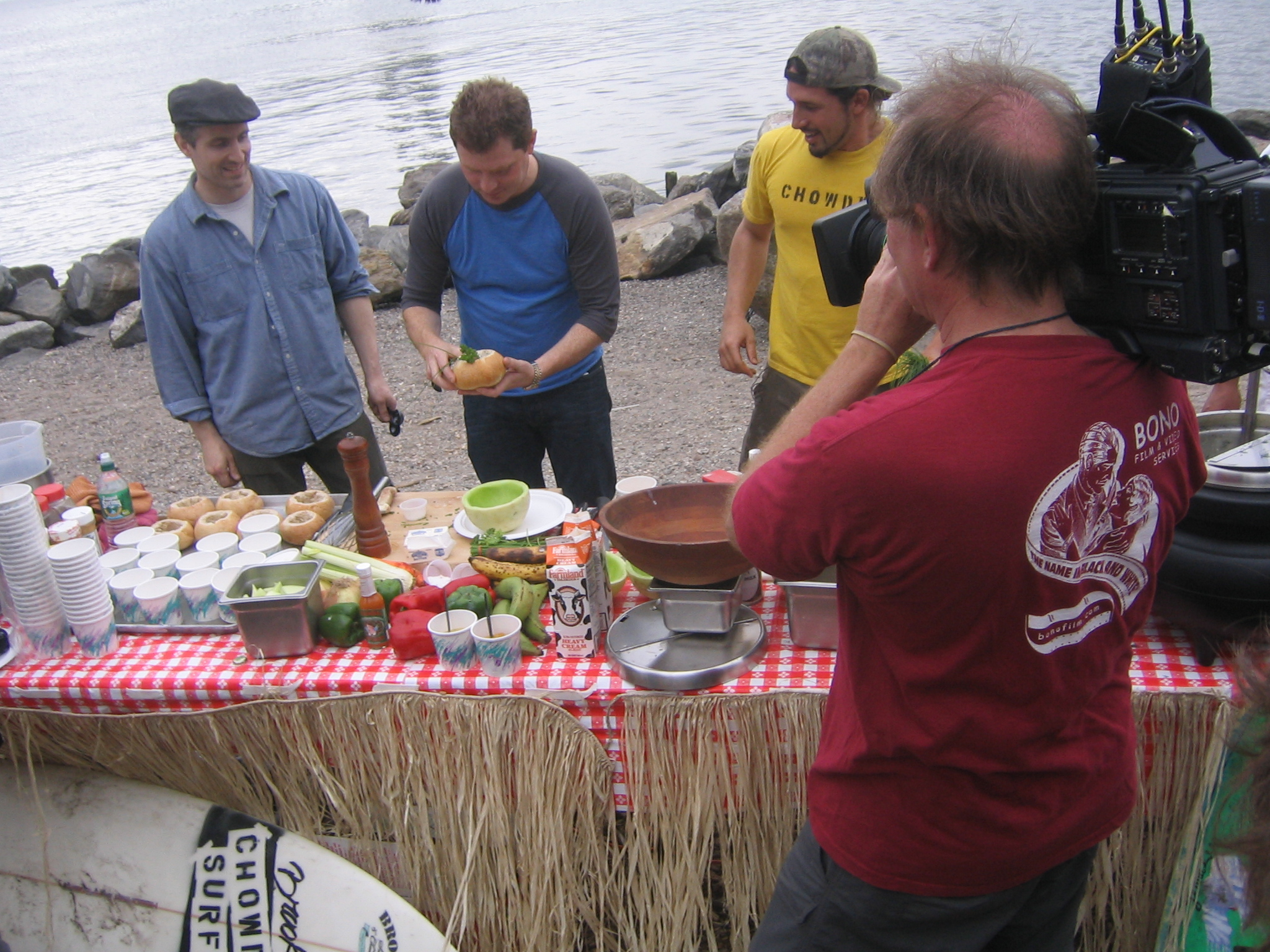

برنامج الطهي (بالإنجليزية: Cooking show)‏، هو برنامج تلفزيوني يقدمه مضيف واحد أو أكثر ليعلم الناس من مطبخ الإستوديو طريقة طهي أطباق الطعام. مضيفو البرنامج غالباً ما يكونون من مشاهير الطهاة، حيث يعدون طبق طعام واحد أو أكثر في الحلقة الواحدة. يظهرون إلهامهم في الطبق، وطريقة تحضيره، ومراحل الطبخ. هذه الأنواع من البرامج غالباً ما تهدف إلى أن تكون تعليمية، مع أن بعض العروض والمسابقات تهدف إلى الترفيه عن المشاهد.
تبث مثل هذه الأنواع من البرامج باللغة العربية على العديد من القنوات منها قناة فتافيت وسي بي سي سفرة، أما باللغة الإنجليزية فتبث على قناة فود نيتورك.